# Tongoloa elata
Tongoloa elata är en flockblommig växtart som beskrevs av H.Wolff. Tongoloa elata ingår i släktet Tongoloa och familjen flockblommiga växter. Inga underarter finns listade i Catalogue of Life.